# Jatropha malmeana
Jatropha malmeana är en törelväxtart som beskrevs av Ferdinand Albin Pax och Käthe Hoffmann. Jatropha malmeana ingår i släktet Jatropha och familjen törelväxter. Inga underarter finns listade i Catalogue of Life.